# Sidney Rigdon
Sidney Rigdon (19. februar 1793 – 14. juli 1876) var den anden mest betydningsfulde og indflydelsesrige mormon i Joseph Smiths levetid efter Joseph Smith. 
Inden Rigdon konverterede til mormonismen, var han baptistpræst. Flere medlemmer af Rigdons menighed sluttede sig til mormonismen bl.a. Parley P. Pratt, Isaac Morley og Edward Partridge. 
Rigdon var Joseph Smiths Kristi Kirkes officielle talsmand til hans død og kirkens opsplittelse. Rigdon var sekretær for Smith og hjalp med at fuldende Joseph Smiths oversættelse af Bibelen. 
Rigdon var førsterådgiver i det første præsidentskab, den næsthøjeste stilling i Kristi Kirke. Han var i modsætning til mange mormoner en stærk modstander af flerkoneri. Det ses som en af hovedårsagerne til, at han ikke blev profet efter Joseph Smiths død. 
Der var dog en mindre gruppe mormoner, som så ham som den rette efterfølger. Den største kirke, som anerkender Sidney Rigdon som den anden profet efter Joseph Smith, er Jesu Kristi Kirke (Bickertonitter). 
Brigham Young ekskommunikerede Sidney Rigdon fra sin mormonkirke, mens Sidney Rigdon ekskommunikerede Brigham Young og alle dem, der fulgte ham fra sin mormonkirke. 
Rigdon lægger også navn til en teori om Mormons Bogs oprindelse kaldet Spalding-Rigdon teorien, som går ud på, at Rigdon skulle have stjålet Solomon Spaldings manuskript og udgivet det sammen med Joseph Smith under navnet Mormons Bog. 
Adskillige af åbenbaringerne i Lære og Pagter blev modtaget af både Rigdon og Smith. Rigdon omtales også flere gange i bogen.